# Virginia Slims of Florida 1984
Virginia Slims of Florida 1984 — жіночий тенісний турнір, що проходив на відкритих кортах з ґрунтовим покриттям у Палм-Біч-Ґарденс (США). Належав до турнірів 3-ї категорії в рамках Світової чемпіонської серії Вірджинії Слімс 1984. Турнір відбувся вперше і тривав з 12 до 18 березня 1984 року. Перша сіяна Кріс Еверт-Ллойд здобула титул в одиночному розряді.

## Фінальна частина

### Одиночний розряд
Кріс Еверт-Ллойд —  Бонні Гадушек 6–0, 6–1
- Для Еверт-Ллойд це був перший титул в одиночному розряді за рік і 127-й — за кар'єру.

### Парний розряд
Бетсі Нагелсен /  Енн Вайт —  Розалін Феербенк /  Кенді Рейнолдс 2–6, 6–2, 6–2
- Для Негелсен це був перший титул за рік і 12-й - за кар'єру. Для Вайт це був другий титул за рік і другий - у кар'єрі.